# 韋恩斯伯勒 (密西西比州)
韋恩斯伯勒（英語：Waynesboro）是一個位於美國密西西比州韋恩縣的城市。根據2010年美國人口普查，該地共人口5,043人，而該地的面積約為17.20平方千米。同時該地也是韋恩縣的縣治。

## 地理
韋恩斯伯勒的座標為31°40′26″N 88°38′37″W / 31.67389°N 88.64361°W，而該地的平均海拔高度為58米（即190英尺）。